# Gardner Ackley
Hugh Gardner Ackley (Indianápolis, 30 de junio de 1915 - Ann Arbor, 12 de febrero de 1998) fue un economista y diplomático estadounidense.
Ackley fue miembro del Consejo de Asesores Económicos durante la presidencia de John F. Kennedy y se desempeñó como su presidente durante la presidencia de Lyndon B. Johnson. Posteriormente, se desempeñó embajador en Italia entre 1968 y 1969. Ackley trabajó en la facultad de economía de la Universidad de Míchigan durante 43 años y se desempeñó como su presidente. En 1982 se desempeñó como presidente de la Asociación Estadounidense de Economía.

## Biografía
Ackley nació en Indianápolis, Indiana en 1915 y creció en Kalamazoo, Míchigan, donde asistió a escuelas públicas. En 1936, se graduó de la Western Míchigan University. Obtuvo un doctorado en la Universidad de Míchigan en 1940 y se incorporó a la facultad de economía ese mismo año. Trabajó en la Oficina de Administración de Precios y la Oficina de Servicios Estratégicos en Washington D. C. de 1941 a 1946 y como subdirector de la Oficina de Estabilización de Precios de 1951 a 1952.
Ackley creía que el gobierno tenía un papel definido en el ajuste de la economía, utilizando intervención tanto fiscal como monetaria. En 1966, advirtió al presidente Lyndon B. Johnson que se necesitaba un aumento de impuestos para financiar la escalada de la guerra en Vietnam y el aumento del gasto en bienestar social que se estaba llevando a cabo. Johnson no pidió un aumento de impuestos. Muchos economistas, entre ellos Paul Samuelson, llegaron a creer que esta era la causa de la inflación que aconteció en la década de 1970.
Ackley fue el autor del libro de texto de posgrado Macroeconomic Theory, que fue traducido a varios idiomas, y durante los años sesenta y principios de los setenta fue el texto avanzado estándar utilizado en las universidades. En 1968 consiguió una beca de la Academia Estadounidense de las Artes y las Ciencias y otra beca de la Fundación Ford. Fue elegido miembro de la Sociedad Filosófica Estadounidense en 1972.

## Obras
- Ackley, Gardner; Suits, Daniel (1950). Relative Prices and Aggregate Consumer Demand. American Economic Review.
- Ackley, Gardner (1951). The Wealth-Saving Relationship. Journal of Political Economy.
- Ackley, Gardner (1959). Administered Prices and the Inflationary Process. American Economic Review.
- Ackley, Gardner (1961). Macroeconomic Theory. Macmillan Company.
- Ackley, Gardner (1971). Stemming World Inflation. Atlantic Institute.
- Ackley, Gardner (1972). An Incomes Policy for the 1970s. The Review of Economics and Statistics.
- Ackley, Gardner (1978). Macroeconomics: Theory and Policy. Macmillan Company.
- Ackley, Gardner (1978). The Costs of Inflation. American Economic Review.